# UFC Fight Night: Bisping vs. Le
UFC Fight Night: Bisping vs. Le è stato un evento di arti marziali miste tenuto dalla Ultimate Fighting Championship il 22 agosto 2014 al CotaiArena di Macao, Cina.

## Retroscena
Il Main Event mise di fronte Michael Bisping e Cung Le, della categoria pesi medi.
Questo è stato il terzo evento organizzato dalla UFC al CotaiArena, dopo il novembre 2012 ad UFC on Fuel TV: Franklin vs. Le e il marzo 2014 per l'evento The Ultimate Fighter China Finale: Kim vs. Hathaway.
In questo evento si disputò anche il match per la finale del torneo Ultimate Fighter: China nella categoria dei pesi piuma, tra Ning Guangyon e Yang Jianping.
Kim Dong-Hyun doveva affrontare Hector Lombard; tuttavia, quest'ultimo venne rimosso dalla card e subito dopo sostituito da Tyron Woodley.
Alberto Mina doveva scontrarsi con Shledon Westcott, ma pochi giorni prima dell'evento, Westcott subì un infortunio e venne rimpiazzato da Shinsho Anzai.

## Risultati
|                  | Divisione          |                 |                 |                    | Metodo                                      | Round           | Tempo           | Premio          |
| Card principale  | Card principale    | Card principale | Card principale | Card principale    | Card principale                             | Card principale | Card principale | Card principale |
| ---------------- | ------------------ | --------------- | --------------- | ------------------ | ------------------------------------------- | --------------- | --------------- | --------------- |
|                  | Pesi Medi          | Michael Bisping | batte           | Cung Le            | KO Tecnico (ginocchiata e pugni)            | 4               | 0:57            | POTN            |
|                  | Pesi Welter        | Tyron Woodley   | batte           | Kim Dong-Hyun      | TKO Tecnico (pugni)                         | 1               | 1:01            | POTN            |
|                  | Pesi Leggeri       | Zhang Lipeng    | batte           | Brendan O’Reilly   | Decisione Unanime (29-28, 30-27, 30-27)     | 3               | 5:00            |                 |
|                  | Pesi Piuma         | Ning Guangyou   | batte           | Yang Jianping      | Decisione unanime (29-28, 29-28, 29-28)     | 3               | 5:00            |                 |
| Card preliminare |                    |                 |                 |                    |                                             |                 |                 |                 |
|                  | Pesi Welter        | Wang Sai        | batte           | Danny Mitchell     | Decisione unanime (29-28, 29-28, 29-28)     | 3               | 5:00            |                 |
|                  | Pesi Welter        | Alberto Mina    | batte           | Shinsho Anzai      | KO Tecnico(pugni)                           | 1               | 4:17            | POTN            |
|                  | Pesi Gallo         | Yuta Sasaki     | batte           | Roland Delorme     | Sottomissione (rear-naked choke)            | 1               | 1:06            | POTN            |
|                  | Pesi Welter        | Colby Covington | batte           | Wang Anying        | Sottomissione (pugni)                       | 1               | 4:50            |                 |
|                  | Pesi Gallo         | Royston Wee     | batte           | Yao Zhikui         | Decisione non unanime (29-28, 27-30, 29-28) | 3               | 5:00            |                 |
|                  | Pesi Gallo Femmine | Milana Dudieva  | batte           | Elizabeth Phillips | Decisione non unanime (30-27, 28-29, 29-28) | 3               | 5:00            |                 |

## Premi
I lottatori premiati ricevettero un bonus di 50.000 dollari
Legenda:
- POTN: Performance of the Night (viene premiato il vincitore per la migliore performance dell'evento)

## Incontri annullati
|  | Divisione   |               |        |                  | Motivo                           |
|  | ----------- | ------------- | ------ | ---------------- | -------------------------------- |
|  | Pesi Welter | Kim Dong-Hyun | contro | Hector Lombard   | Lombard venne rimosso dalla card |
|  | Pesi Welter | Alberto Mina  | contro | Sheldon Westcott | Westcott subì un infortunio      |